# 判別
| ウィキペディアには「判別」という見出しの百科事典記事はありません（タイトルに「判別」を含むページの一覧/「判別」で始まるページの一覧）。 代わりにウィクショナリーのページ「判別」が役に立つかもしれません。 |